# Philodromus multispinus
Philodromus multispinus là một loài nhện trong họ Philodromidae.
Loài này thuộc chi Philodromus. Philodromus multispinus được Lodovico di Caporiacco miêu tả năm 1933.